# Yesterday (EP)
För andra betydelser, se Yesterday (olika betydelser).
Yesterday är en EP-skiva av den brittiska rockgruppen The Beatles, utgiven den 4 mars 1966. Alla sånger på EP-skivan finns med på gruppens femte studioalbum, Help!.

## Medverkande
- John Lennon – sång, bakgrundssång, kompgitarr, akustisk gitarr, piano, tamburin
- Paul McCartney – sång, bakgrundssång, basgitarr, akustisk gitarr, piano
- George Harrison – sång, sologitarr, kompgitarr, akustisk gitarr
- Ringo Starr – sång, trummor, tamburin

### Övriga medverkande
- George Martin – piano, producent

## Låtlista
| 1. | "Yesterday"     | John Lennon, Paul McCartney   | Paul McCartney | 2:03 |
| 2. | "Act Naturally" | Johnny Russell, Voni Morrison | Ringo Starr    | 2:33 |

| 1.           | "You Like Me Too Much" | George Harrison             | George Harrison | 2:40 |
| 2.           | "It's Only Love"       | John Lennon, Paul McCartney | John Lennon     | 1:53 |
| Total längd: | Total längd:           | Total längd:                | Total längd:    | 8:52 |